# 吴泽 (1913年)
吴泽（1913年1月13日—2005年8月6日），原名吴瑶青，笔名胡哲夫、哲夫、宋鱼、宋衍等，男，江苏武进人，历史学家。

## 生平
1933年，吴泽考入北京中国大学经济系，曾于1935年参与一二九运动。毕业后正值抗日战争期间，他于1938年来到重庆，先后任教于复旦大学、朝阳法学院。
1945年又赴贵州赤水的大夏大学执教。翌年，随大夏大学一同迁回上海。同年加入中国共产党。
中华人民共和国成立后，曾任大夏大学校务委员会委员、教务长、文学院院长等职。1951年院系调整中大夏大学被并入华东师范大学后，任历史系主任。1954年，中国史学会公布第一届理事会名单，郭沫若担任主席，吴玉章、范文澜担任副主席，他担任理事，后升任常务理事，上海历史学会党书记、副会长等职。
文化大革命期间曾受迫害，文革后得到平反，并继任华东师大历史系主任。后来，还曾出任国务院学位委员会历史学科评议组成员、《中国历史大辞典》总编。